# Sprzęgło tulejowe

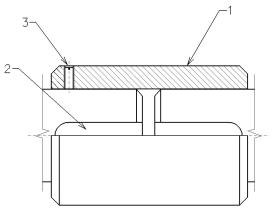
Sprzęgło tulejowe

Sprzęgło tulejowe – sprzęgło przymusowe sztywne, stałe. Elementem łączącym, który jednocześnie pełni funkcje członu czynnego i biernego, jest tuleja (1) osadzona na wałach przy zastosowaniu połączenia wpustowego (2). Wzdłużnemu przesuwaniu się tulei zapobiega wkręt lub kołek (3).
Niekiedy (w małych urządzeniach, maszynach precyzyjnych) stosowane są sprzęgła tulejowe wysuwne (będące odmianą sprzęgła płetwowego). Sprzęgła tulejowe mogą być też wykorzystywane jako sprzęgła przeciążeniowe (kołki lub wpusty łączące wykonuje się wtedy z miękkiego metalu).